# Cmentarz Spring Hill
Cmentarz Spring Hill na Gallatin Pike w Nashville jest miejscem spoczynku wielu gwiazd country. Leżą tu między innymi:
- Roy Acuff
- Floyd Cramer
- John Hartford
- Jimmy Martin
- George Morgan
- Hank Snow
- Keith Whitley